# NGC 6065
NGC 6065 este o radiogalaxie situată în constelația Șarpele. A fost descoperită în 19 iunie 1887 de către Lewis A. Swift.